# تله‌گنگ
تله‌گنگ (به انگلیسی: Talagang) یک منطقهٔ مسکونی در پاکستان است که در پنجاب واقع شده‌است.